# Tamara Tikhonina
Tamara Petrovna Tikhonina (en rus Тамара Петровна Тихонина; 22 de febrer de 1937) va ser una jugadora de voleibol soviètica que va competir durant la dècada de 1960.
El 1964 va prendre part en els Jocs Olímpics de Tòquio, on guanyà la medalla de plata en la competició de voleibol.
En el seu palmarès també destaca una medalla de plata al Campionat del Món de voleibol de 1962, i una d'or al Campionat d'Europa de 1963.
A nivell de clubs jugà al CSKA, en què guanyà 4 edicions de la lliga soviètica.